# Samuel Erici Huss
Samuel Erici Huss, född 29 september 1717 i Bergs församling, död 16 oktober 1774 i Ovikens församling, Västernorrlands län, var en svensk präst.

## Biografi
Samuel Erici Huss föddes 1717 i Bergs församling. Han var son till kyrkoherden Ericus Olai Huss och Anna Drake. Huss blev 3 februari 1736 student vid Uppsala universitet och övergick sedan till Kungliga Akademien i Åbo. Han avlade 1747 filosofie kandidatexamen och promoverade till filosofie magister 3 augusti 1748. Huss prästvigdes 1748 till huspredikant hos grevinnan Maria Gyllenborg på Lund i Funbo socken. Han blev 1749 nådårspredikant i Lit församling, högmässopredikant och vice pastor i Härnösands församling 1751, komminister i Gudmundrå församling 18 november 1761, tillträdde 1762. Huss blev 1 maj 1767 kyrkoherde i Ovikens församling Han avled 1774 i Ovikens församling.

### Familj
Huss gifte sig första gången 29 januari 1751 med Sara Helena Warentin (död 1751). Hon var dotter till prosten i Sunne församling.
Huss gifte sig andra gången 21 mars 1753 i Rödöns församling med Brita Christina Klefberg (död 1777). Hon var dotter till prosten i Rödöns församling. De fick tillsammans barnen Sara Helena Huss (1754–1832) som var gift med överfältläkaren Jonas Gestrich, Erik Huss (1755–1757), Petrus Huss (född 1756), kyrkoherden Wilhelm Huss (född 1757) i Ljustorps församling, Anna Brita Huss (född 1759) som var gift med lantmätaren Erik Feltström och expeditionsfoden Mathias Sundström, Christina Catharina Huss (1760–1844) som var gift med häradshövdingen Olof Fredrik Biberg, Julius Petrus Huss (1761–1761), Maria Margareta Huss (1763–1792) som var gift med kollegan Erik Hamberg vid Frösö skola, Johan Samuel Huss (född 1764) och Elsa Märta Huss (född 1771) som var gift med komministern Erik Söderlind i Torps församling.